# Sân Ianăș, Banatul de Sud
Sân Ianăș (sârbă Barice, maghiară Szentjános, germană Sankt-Johann, altă variantă în română Barite) este o localitate în Districtul Banatul de Sud, Voivodina, Serbia. După recensământul din anul 2011, Sân Ianăș are 516 de locuitori.

## Obținerea numelui
Satul Barițe în anul 1713 a purtat numele de Janos. În anul 1717 satul își schimbă numele în Sent Janos, dar în anul 1922 a primit nume sârbesc Sveti Jovan. După al Doilea Război Mondial, satul primește numele de Barițe probabil din cauza bălți care au avut loc în timpul utilizării terenurilor pentru construcții.

## Locuitori
După recensământul din 1837. satul a avut 1.523 de locuitori, dintre care 1.511 au fost ortodocși, 8 catolici si 4 evrei. Satul a avut cei mai mulți locuitori în anul 1910 cu 1.568. După informațiile din 1921 satul a avut 1.456 de locuitori, dintre care 1.334 au fost români, 54 sârbi, 51 maghiari și 17 germani.

## Istorie
După notițele lui Ioan Neagoe din anul 1861, satul a luat ființă în anul 1521 prin așezarea a șase familii venite din Principatul Transilvaniei. Aceștia s-au stabilit inițial în satul vecin, adică Jermenovci, acolo au locuit 60 de ani, apoi din cauza invaziilor turcești s-au mutat în acest loc, dar au dorit să se stabilească puțin mai departe de locația actuală, aducându-și biserica cu 20 de boi, s-au împotmolit și aici și-au fixat localitatea. Prima biserică a fost formată din lemn și era folosită 311 ani. Primul preot a fost Radu Neagoe. În registrele din 1660-1666 ale patriarhiei sârbe de la Peć se amintește și satul Sent Janos, ai cărui credincioși au făcut Înscrisul pentru Patriarhie. De asemenea satul este amintit și în anul 1788, când cavaleria austriacă a respins atacul cavaleriei turcești, în apropiere de Sent Janos.
Istoricul Dr. Gligor Popi în cartea sa despre români din Banatul Sârbesc a consemnat că în cadrul revoluției de eliberare națională din anii 1848-1849, a suferit și satul. Locuitorii au părăsit satul la 13 septembrie 1848, iar la 20 ianuarie, când au revenit acasă au găsit satul în ruine.
1. ↑  , Republicki geodetski zavod[*] http://web.archive.org/web/20160530172604/http://www.rgz.gov.rs/upload/web/Spisak%20KO-20150521.zip, arhivat din original la 30 mai 2016 Lipsește sau este vid: |title= (ajutor)